# Summerland (televisieserie)
Summerland is een Amerikaanse televisieserie die in Nederland werd uitgezonden door Net5.
Summerland speelt zich af in de staat Californië in de Verenigde Staten.

## Rolverdeling
- Lori Loughlin: Ava Gregory
- Zac Efron: Cameron Bale
- Shawn Christian: Johnny Durant
- Merrin Dungey: Susannah Rexford
- Ryan Kwanten: Jay Robertson
- Jesse McCartney: as Bradin Westerly
- Kay Panabaker: Nikki Westerly
- Nick Benson: Derrick Westerly
- Taylor Cole: Erika Spalding
- Jay Harrington: Simon O'Keefe
- Shelley Buckner: Amber Star
- Ashley Edner: Jordan

## Lijst met afleveringen

### Seizoen 1 (2004)
| Nr. | Titel |
| --- | --- |
| 1   | Pilot Ava krijgt een telefoontje dat haar zus en zwager zijn omgekomen door een auto-ongeluk en dat zij de voogdij krijgt over de drie kinderen van haar zus. Bradin is de oudste, Nikki de middelste en Derrick is de jongste. |
| 2   | And So The Day Begins Ava Gregory leefde haar leven precies zoals ze wilde, ze had alles. Totdat ze hoorde dat ze de voogdij over de drie kinderen van haar zus had gekregen. Als de kinderen arriveren blijft Nikki in haar kamer en probeert te bedenken hoe het verder moet. Derrick probeert te bedenken hoe hij zijn moeder haar verjaardagscadeau moet geven nu ze in de hemel is.                                              |
| 3   | Fireworks. Ava valt voor een gescheiden man, die op het eerste ogenblik heel leuk is. Totdat ze ontdekt dat dat de vader is van de jongen waar Nikki voor valt. |
| 4   | Into My Life Ava ontdekt marihuana in Bradins tas. Johnny moet zijn belofte aan Derrick verbreken. |
| 5   | The Grass Is Greener Than You Think Ava ontdekt waarom Johnny haar jaren geleden heeft gedumpt. Suzanna doet alsof ze verliefd is op Jay, zodat haar ex-vriend haar met rust laat. Nikki bedenkt dat ze Cameron moet verleiden, zodat haar leuk blijft vinden en niet teruggaat naar zijn ex-vriendin Amber. |
| 6   | Big Waves Jay is boos dat hij door zijn knieblessure niet mee kan doen met een surfwedstrijd. Ava vraagt aan Suzanna en Johnny om haar te helpen met het organiseren van verschillende dingen, maar niemand kan een beslissing nemen over de structuur in het huishouden. |
| 7   | Heat Wave Derricks vriend vindt een naaktfoto van Ava en ze moet nu gaan uitleggen waar die naaktfoto vandaan kwam. Bradin gaat naar Johnny en Jay voor advies over seks hebben met Sara voor de eerste keer. Maar de volgende avond ziet Bradin Sara met een jongen en is in de war. Bradin ontmoet ook nog een meisje genaamd Callie.                                                                                               |
| 8   | Secrets Ava is bezorgd over de relatie die Bradin heeft met Sara, nadat zij zijn opgepakt. Bradin denkt erover om het uit te maken met Sara, maar ontdekt dat dat veel moeilijker is dan hij had gedacht. |
| 9   | Skipping Schoole Ava denkt dat het beter is voor Nikki om haar laatste jaar van Junior High te laten zitten en gelijk door te gaan naar High School, Nikki vindt dat een slecht idee. Sara vraagt Bradin om samen met haar weg te lopen naar Mexico, maar Bradin ontdekt dat Sara alleen maar naar Mexico wil zodat ze niet naar school hoeft. Erika's moeder komt zomaar opeens naar Erika om te vragen of ze met haar mee wil gaan. |
| 10  | Kicking And Screaming Erika gaat samenwonen met Jay, nadat ze uit haar huis is gezet. Derrick en Martha hebben een dubbeldate met Ava en Johnny. |
| 11  | Life In A Fishbowl Johnny realiseert zich dat hij nog gevoelens voor Ava heeft, als hij ziet hoeveel plezier Ava het heeft tijdens een date met de directeur van Nikki's school. Bradin denkt erover om een relatie aan te gaan met Callie, maar hij raakt in de war wanneer Sara terugkomt. |
| 12  | Yummy Mummy Nikki en Amber zijn erg geschrokken als ze zien dat Cameron een nieuwe vriendin heeft, Jordan. Bradin is aan het surfen met een aantal andere jongens. ze willen graag in een surfteam komen, maar het wordt pas echt gecompliceerd als blijkt dat Lucas de broer van Tanner is. |
| 13  | On the Last Night of Summer Ava weet niet of ze wel of niet serieus moet worden met Simon, doordat ze nog steeds gevoelens heeft voor Johnny. Suzanna denkt erover om te stoppen met de zakendeal met Ava. Bradin is in de war door Callie's rare gedrag. Nikki herinnert zich haar ouders dood en wordt heel erg verdrietig. |

### Seizoen 2 (2005)
| Nr. | Titel |
| --- | --- |
| 1   | The Wisdom to Know the Difference Na maanden weg te zijn geweest is Johnny terug thuis. Hij is geschokt wanneer hij hoort dat Simon Ava gevraagd heeft te trouwen. Nikki is erg boos dat Simon Ava heeft gevraagd te trouwen omdat zij van mening is dat Ava is bedoeld voor Johnny. Derrick is echter zeer enthousiast over het nieuws, omdat zijn familie volgens hem nu compleet is. |
| 2   | I Am The Walrus Susannah wordt opgepakt door drie FBI-agenten in verband met International Dubois; Bradin wordt geschorst van het school surfteam, als gevolg daarvan gebruikt hij een overdosis drugs en moet naar het ziekenhuis. |
| 3   | Sledgehammer Nikki helpt Cameron om student-president te worden van hun school, maar Cameron wil Nikki's plan niet volgen. Ava is boos op Bradin wanneer hij terugkeert naar het surfteam en niet naar haar luistert. Mona stelt vragen aan Johnny over Ava. En een speciaal iemand keert terug naar Playa Linda. |
| 4   | Life Goes On Op school praat Derrick met zijn vrienden over een vader-zoon race waar alle zijn vrienden zeilend gaan racen met hun vaders, maar Derrick zal het met zijn tante Ava doen. Twee van zijn vrienden zeggen dat Derrick niet kan racen met Ava, Derrick wordt hierdoor boos en begint te vechten. Susannah, Johnny en Jay moeten zich erbij neerleggen nu Ava en Simon gaan trouwen, zij een echt gezin willen gaan vormen met z'n vijven; Ava, Simon, Bradin, Nikki en Derrick.                                 |
| 5   | Mr. & Mrs. Who Derrick moet met de ambulance mee en Johnny en Ava staan te wachten op nieuws over de vraag hoe het met hem gaat. Simon voelt plotseling de drang om snel te trouwen. Ava is niet zeker of dit wel precies is wat ze wil maar geeft wel toe. Nikki laat tijdens een familiediner luid horen hoe zij over het hele huwelijk denkt in het bijzijn van Johnny. Mona gaat snel naar de gemeente om de scheidingspapieren te ondertekenen wanneer haar ex-man in de stad is.                                      |
| 6   | The Pleiades Na het afgeblazen huwelijk lijkt Ava vreemd genoeg kalm en wil een serie bruidsproducten ontwikkelen. Nikki voelt zich erg schuldig over Ava en Simons scheiding en wordt er continu aan herinnerd dat het haar schuld is. Callie ziet het niet meer zo zitten tussen haar en Bradin, omdat Bradin alleen maar met haar alleen wil zijn. Mona waarschuwt Ava uit de buurt van Johnny te blijven. |
| 7   | Where There's a Will, There's a Wave Ava, Susannah en Colby helpen een popster haar bruidsjurk te ontwerpen. Ava geeft haar gevoelens voor Johnny toe. Bradin breekt met Callie nadat hij zich realiseert gevoelens te hebben voor Erika |
| 8   | Leaving Playa Linda Ava is teleurgesteld dat Johnny en Mona iets hebben en besluit dat het tijd is eindelijk toe te geven aan haar gevoelen voor hem. Nadat Nikki voor een oudere jongen op de middelbare school valt realiseert ze zich dat ze zich nog steeds zorgen maakt om Cameron. Heel de familie ziet hoe sterk de gevoelens van Bradin zijn voor Erika maar adviseren hem niet een relatie met haar aan te gaan. Bradin wordt gevraagd voor een surftour en wordt aangemoedigd te gaan met Jay als zijn 'manager'. |
| 9   | Signs Enkele maanden zijn verstreken en Bradin die net terug is van zijn surftour in Hawaï is gevraagd door zijn sponsor om in plaats van Jay zich tot een topsportmanager te wenden die van Bradin een grote mediaster kan maken. Ondertussen ontdekt Nikki iets over wat er zich bij Cameron thuis afspeelt. Ava keert terug van een zakenreis naar Milaan toen ze hoorden wat er gebeurd is met Mona. Er bloeit weer iets op tussen Ava en Johnny alleen wordt het voor Johnny een beetje te veel.                       |
| 10  | The Space Between Us Bradin komt thuis na een surftournee in het buitenland met Bryce, een andere surfer. Jay is bezorgd over de manier waarop Bradin leeft nu hij beroemd is geworden. Ondertussen is Nikki's gedicht gekozen voor een publicatie en is ze gevraagd en voor te lezen voor een publiek. Amber biedt Nikki alcohol aan om haar zenuwen te bedwingen. Na de problemen met Bradin en Nikki besluit Ava terug naar huis te keren van haar Europese zakenreis.                                                   |
| 11  | Safe House Wanneer Bryce zus Faith in de stad is, voelt Bradin zich tot haar aangetrokken, zelfs nadat Bryce hem waarschuwt bij haar weg te blijven. Ava vraagt Johnny terug in het huis te komen wonen. Wanneer Nikki Cameron opzoekt wordt hij terug het huis in gesleurd en wordt Nikki weg gestuurd. Nikki praat er met Ava over en nemen Cameron voor een tijdje in huis. Totdat Kyle, Cameron's vader naar hem op zoek gaat. Nikki vermoedt dat Cameron misbruikt wordt door zijn vader.                              |
| 12  | Careful What You Wish For Wanneer Bradin het leven van zijn vriend Bryce redt na een surf ongeval, krijgt hij een kans aangeboden op een carrière. Jay doet melding van beroving in zijn winkel dat dichter bij huis is dan gehoopt. En Susannah heeft problemen met haar nieuwe serieuze relatie. |
| 13  | What's Past Is Prologue Bradin raakt betrokken bij een gevecht met een verslaggever op een Wave Crasher promotie. Derrick`s vrienden beoordelen Bradin als een coole Bad Boy" imago en Derrick probeert in Bradin zijn oude glorie terug te krijgen. Isabel vertelt Jay dat ze zwanger is en besluiten samen ouders te worden. Nikki en Colby zorgen samen voor een plan om Johnny en Ava samen te krijgen. En Erika en Bradin bespreken hun toekomstige mogelijkheden.                                                     |